# Црква Свете Ангелине у Закути
Црква Свете Ангелине у Закути је православна црква која се налази у Гружи, у селу Закута. Црква је подигнута у 19. веку, а њен ктитор је био Тома Вучић Перишић.

## Историјат
Након Катанске буне 1842. године Тома Вучић Перишић је почео да размишља о подизању своје задужбине. Он је од кнеза Александра Карађорђевића добио одобрење да угуши ову буну, а потом и титулу војводе и положај кабинетског саветника. Све до 1852. Тома Вучић Перишић је био једна од најутицајнијих личности у земљи. Његова првобитна намера је била да цркву подигне у свом родном селу Вучковици, али је на крају одабрао Закуту не нашавши довољно сељана у Вучковици који би помогли у подизању цркве.
У народу је остало веровање да је Тома Вучић Перишић ову цркву подигао као покајницу, због велике суровости којом је угушио Катанску буну. Међутим, један од разлога је могла бити и његова лична побожност, као и смрт супруге Агније 9. јула 1855. године. Перишић је тешко поднео губитак супруге, а на јеванђељу које је даровао својој задужбини исписана је посвета у спомен на супругу Агнију. Поред тога, имао је потребу да обезбеди гробно место за себе и трајно сећање у народу, али и спас душе код молитве. Поред подизања ове цркве као задужбине, Тома Вучић Перишић је дао новац и за подизање цркве у Горњем Милановцу, али је потом ту улогу преузео кнез Милош након свог повратка на власт. Задужбинарска делатност Томе Вучића Перишића је постала нарочито интензивна непосредно пред његову смрт 1859. године. Он је углавном поклањао новац болницама и црквама и залагао се за оснивање фондова који би очували успомену на борце пале за слободу.
Тома Вучић Перишић своју задужбину у Закути није подигао на месту где се налазила нека ранија светиња. Одлука да цркву посвети Светој Ангелини Бранковић била је и одраз личне побожности, али и је указивала и на везу са династијом Обреновић. Наиме, центар култа Свете Ангелине је био манастир Крушедол, који је након што је у њему била сахрањена кнегиња Љубица постао и значајно упориште династије Обреновић. Црква у Закути је била једна од ретких светиња које су биле посвећене Светој Ангелини ван граница Карловачке митрополије, где је њен култ највише био поштован. 
Изградња цркве је почела 1856. године. На основу писања Српских новина утврђено је да је темељ за цркву био положен 25. априла 1856. године. Цркву је пројектовао Павле Теофиловић из Петропоља, а главни мајстор је био Јосиф Штајнлехнер из Београда. Освећење цркве је обављено 16. фебруара 1857. године. Међутим, црква је убрзо почела да пропада, највероватније због брзе изградње. Већ 1869. и 1870. године Конзисторија крагујевачка је тражила новчана средства од Министарства просвете и црквених дела за обнову цркве. Нова оштећена црква је претрпела након земљотреса 1893. године и морала је бити потпуно затворена. Обнова је започела тек 1901. године уз велико залагање локалних политичких и црквених власти, као и Сретена В. Којића, народног посланика и окружног начелника. Црква је обновљена и освећена 27. јула 1903. године, уз присуство епископа жичког Саве. Жеља Томе Вучића Перишића да буде сахрањен у својој задужбини испуњена је 1904. године, када су у цркву Свете Ангелине пренети посмртни остаци Перишића и његове супруге. На овакав развој догађаја битно су утицале политичке околности: тек је доласком Карађорђевића на власт било могуће да црква буде обновљена и да поврати свој ранији значај.

## Изглед цркве
Црква Свете Ангелине у Закути је подужна једнобродна грађевина са тространом апсидом, звоником на западној страни и благо истакнутим источним и западним травејом. Постављена је на широки сокл од притесаних блокова камена, који се јасно издваја из фасадне масе. Зидови су грађени од опеке, омалтерисани и касније окречени. На западу се налази главни улаз са оплатом од камених плоча и полукружним надвратником, док је забат украшен профилисаним испустом и флоралним орнаментима грубо резаним на каменим плочама. Изнад врата се налази округла камена розета. На апсиди су поставњена три прозора, на јужној и северној страни по четири, а на западној страни су два слепа прозора исте величине. Западни и источни трансепт излазе из масе северног и јужног зида у ширини од пола метра, тако да формирају малу припрату на западу, а наос је проширен у две мале певнице. Тако створен простор на западној страни, одвојен преградним зидом од наоса, омогућио је смештање степеништа за галерију и звоник на северној страни и капеле на јужној страни. Простор наоса је добро осветљен и иконостасом је одвојен од олтарског простора. Под је поплочан мермерним плочама, које су по причи мештана надгробне плоче са локалног гробља. Ктиторска и надгробна плоча постављене су на западном зиду наоса, испод галерије, али то највероватније није било њихово првобитно место. Како је гробна капела у припрати без надгробних обележја, претпоставља се да је плоча на зиду надгробна плоча Томе Вучића Перишића и његове супруге, постављена када су њихови посмртни остаци били пренети из Београда у Закуту.
По свом изгледу, црква преставља мешавину локалне традиције и западних узора и следи градитељску концепцију доба кнеза Милоша и постустаничке Србије. Како је Вучић Перишић опонашао Милошеву владарску идеологију приликом подизања задужбина, која се огледала у избору места, облику грађевине и опреми цркве, и црква у Закути је морала подсећати на репрезентативне цркве које је подигла династија Обреновић, и то на кључним местима за српски народ. Главни узор за све цркве постала је Саборна црква у Београду, симбол слободног исповедања православне вере. Управо је звоник представљао најважнији елемент грађевине, као симбол слободног исповедања православне вере и слободне од Турака уопште.
Иконостас у цркви Свете Ангелине у Закути дело је Димитрија Посинковића из Београда и завршен је 1872. године. Конзисторија крагујевачка је 1870. године тражила од министра просвете и црквених дела да се остатак новца намењених за цркву утроши на њено живописање. Како је тада црква била детаљно реконструисана, може се претпоставити да је овај новац утрошен на иконостас. У прилог томе говори и чињеница да је једина сликана декорација управо иконостас. Као ученик Димитрија Аврамовића и вероватни учесник у изради иконостаса Саборне цркве у Београду, Посинковић се при изради овог иконостаса угледао на београдски. Саборна црква у Београду је била узор и за дрвену конструкцију која носи иконе. Орнаменте на дрвеној конструкцији иконостаса београдске цркве радио је вајар Димитрије Петровић и они су представљали најрепрезентативније вајарско сакрално дело српске уметности 19. века. Осим иконостаса, Посинковић је радио и на архијерејском трону, целивајућој икони Свете Ангелине и дарохранилници са осликаним крстом и овалним медаљонима Богородице и Светог Јована Богослова.

## Галерија
- Спољашњост цркве
- Спољашњост цркве
- Врата цркве
- Иконостас
- Јеванђеље које се чува у цркви
- Посвета на Јеванђељу Томе Вучића Перишића за покојну супругу Агнију
- Надгробна плоча Томе Вучића Перишића и његове супруге Агније